# Polowynkyne
Polowynkyne (ukrainisch Половинкине; russisch Половинкино Polowinkino) ist ein Dorf im Norden der ukrainischen Oblast Luhansk mit etwa 2900 Einwohnern (2001).
Das 1680 am Ufer des Ajdar als Tolokiwka gegründete Dorf trägt seit 1917 seinen heutigen Namen.
Polowynkyne besitzt einen Bahnhof an der Bahnstrecke Luhansk–Starobilsk und befindet sich an der Fernstraße N 21 etwa 90 km nördlich vom Oblastzentrum Luhansk und 9 km südlich vom Rajonzentrum Starobilsk.
Am 12. Juni 2020 wurde das Dorf ein Teil der neugegründeten Stadtgemeinde Starobilsk, bis dahin bildete es zusammen mit den Dörfern Nowoseliwka (Новоселівка) und Tytariwka (Титарівка) die gleichnamige Landgemeinde Polowynkyne (Половинкинська сільська громада/Polowynkynska silska hromada) im Zentrum des Rajons Starobilsk, bis 2019 war es die einzige Ortschaft der gleichnamigen Landratgemeinde Polowynkyne (Половинкинська сільська рада/Polowynkynska silska rada).

## Söhne und Töchter der Ortschaft
- Iwan Switlytschnyj (1929–1992), Literaturkritiker, Dichter, Übersetzer, Menschenrechtsaktivist und sowjetischer Dissident
- Nadija Switlytschna (1936–2006), Schriftstellerin, Journalistin, Menschenrechtsaktivistin und sowjetische Dissidentin